# Marek Tatar
Marek Jan Tatar (ur. 1963 w Radomiu) – polski duchowny katolicki, profesor nauk teologicznych, nauczyciel akademicki Wydziału Teologicznego Uniwersytetu Kardynała Stefana Wyszyńskiego w Warszawie.

## Życiorys
W 1989 ukończył studia teologiczne na Katolickim Uniwersytecie Lubelskim. W 2002, na Wydziale Teologicznym Uniwersytetu Kardynała Stefana Wyszyńskiego w Warszawie, na podstawie rozprawy pt. Świętość chrześcijanina w pismach bł. Antoniego Rewery uzyskał stopień naukowy doktora nauk teologicznych w specjalności teologia duchowości. Na UKSW, na podstawie dorobku naukowego oraz rozprawy pt. Duchowość pokoju w teologii Kardynała Basila Hume'a, otrzymał w 2013 stopień naukowy doktora habilitowanego nauk teologicznych w specjalności duchowość. W 2019 prezydent RP Andrzej Duda nadał mu tytuł profesora nauk teologicznych.
Był adiunktem, a następnie został profesorem UKSW na Wydziale Teologicznym w Instytucie Teologii Systematycznej.